# جون دونلاب ستيفنسون
جون دونلاب ستيفنسون هو محامي وضابط وسياسي أمريكي، ولد في 8 يونيو 1821 في ستونتون في الولايات المتحدة، وتوفي في 22 يناير 1897 في سانت لويس في الولايات المتحدة. انتخب عضو مجلس نواب ولاية ميزوري ‏.